# Richtlinie 91/250/EWG (Computerprogramm-Richtlinie)
Die Richtlinie 91/250/EWG (Computerprogramm-Richtlinie), regelte bis zum Erlass der Richtlinie 2009/24/EG den Schutz von Computerprogrammen und die damit  verbundenen erheblichen Aufwendungen menschlicher, technischer und finanzieller Art und Investitionen, da bis zum Erlass dieser Richtlinie nicht in allen Unionsmitgliedstaaten  ein eindeutiger Rechtsschutz von Computerprogrammen gegeben war.

## Zweck der Richtlinie
Durch die RL 91/250/EWG sollte ein einheitlicher Rechtsrahmen in der Europäischen Wirtschafts-Gemeinschaft (EWG, nunmehr Europäische Union) geschaffen werden.
Diese Richtlinie bildet einen weiteren gesetzgeberischen Harmonisierungsschritt im Rahmen der EWG und im Hinblick auf ein einheitliches europäisches Urheberrecht sowie der damit verwandten Schutzrechte.
Alle EU-Urheberschutz-Richtlinien dienen grundsätzlich dem Schutz der Urheber und dem Abbau von Handelshemmnissen und Wettbewerbsverzerrungen in Bezug auf das Urheberrecht, der damit verwandten Schutzrechte und den freien Austausch von Wissen und Innovation im europäischen Binnenmarkt. In Bezug auf die RL 91/250/EWG kam als weiterer Grund noch hinzu, dass die Computertechnologie für die industrielle Entwicklung der Gemeinschaft als Schlüsseltechnologie angesehen wurde.

## Gegenstand des Schutzes der Richtlinie
Gegenstand des Schutzes der Richtlinie sind gemäß Artikel 1 Abs. 1 Computerprogramme, welche urheberrechtlich als literarische Werke im Sinne der Berner Übereinkunft zum Schutze von Werken der Literatur und der Kunst geschützt werden. Im Sinne dieser Richtlinie umfasst der Begriff „Computerprogramm“ auch das Entwurfsmaterial zu ihrer Vorbereitung.

## Rechtsgrundlage
Der Erlass der vorliegenden Richtlinie wurde auf insbesondere auf Artikel 100a EGV (nunmehr Artikel 114 AEUV (Verfahrensbestimmung)) gestützt.

## Aufbau der Richtlinie 91/250/EWG
- Artikel 1 (Gegenstand des Schutzes)
- Artikel 2 (Urheberschaft am Programm)
- Artikel 3 (Schutzberechtigte)
- Artikel 4 (Zustimmungsbedürftige Handlungen)
- Artikel 5 (Ausnahmen von den zustimmungsbedürftigen Handlungen)
- Artikel 6 (Dekompilierung)
- Artikel 7 (Besondere Schutzmaßnahmen)
- Artikel 8 (Schutzdauer)
- Artikel 9 (Weitere Anwendung anderer Rechtsvorschriften)
- Artikel 10 (Schlußbestimmungen)
- Artikel 11 (Adressaten)

## Ausgewählte Bestimmungen der RL 91/250/EWG

### Urheberschaft am Programm
Gemäß Artikel 2 Abs. 1 der RL 91/250/EWG ist Urheber eines Computerprogramms die natürliche Person, die Gruppe natürlicher Personen, die das Programm geschaffen hat, oder, soweit nach den Rechtsvorschriften der Mitgliedstaaten zulässig, die juristische Person, die nach diesen Rechtsvorschriften als Rechtsinhaber gilt. Soweit kollektive Werke durch die Rechtsvorschriften eines Mitgliedstaats anerkannt sind, gilt die Person als Urheber, die nach den Rechtsvorschriften des Mitgliedstaats als Person angesehen wird, die das Werk geschaffen hat.
Wird ein Computerprogramm von einem Arbeitnehmer in Wahrnehmung seiner Aufgaben oder nach den Anweisungen seines Arbeitgebers geschaffen, so ist ausschließlich der Arbeitgeber zur Ausübung aller wirtschaftlichen Rechte an dem so geschaffenen Programm berechtigt, sofern keine andere vertragliche Vereinbarung getroffen wird (Artikel 2 Abs. 3 RL 91/250/EWG).

### Schutzberechtigte
Schutzberechtigt sind nach Artikel 3 der RL 91/250/EWG alle natürlichen und juristischen Personen gemäß dem für Werke der Literatur geltenden innerstaatlichen Urheberrecht.

### Schutzdauer
Die Schutzdauer gemäß Artikel 8 der RL 91/250/EWG umfasst die Lebenszeit des Urhebers und 50 Jahre nach seinem Tod bzw. nach dem Tod des letzten noch lebenden Urhebers; für anonym oder pseudonym veröffentlichte Computerprogramme oder für Computerprogramme, als deren Urheber in Übereinstimmung mit Artikel 2 Absatz 1 aufgrund der einzelstaatlichen Rechtsvorschriften eine juristische Person anzusehen ist, endet die Schutzdauer 50 Jahre, nachdem das Programm erstmals erlaubterweise der Öffentlichkeit zugänglich gemacht worden ist. Die Dauer des Schutzes beginnt am 1. Januar des Jahres, das auf die vorgenannten Ereignisse folgt.
Mit der RL 2006/116/EG (SchutzdauerRL) wurde diese Schutzdauer generell auf 70 Jahre ausgedehnt.

### Rückwirkung
Die Bestimmungen der Richtlinie 91/250/EWG finden nach Artikel 9 Abs. 2 unbeschadet etwaiger vor dem 1. Januar 1993 getroffener Vereinbarungen und erworbener Rechte auch auf vor diesem Zeitpunkt geschaffene Programme Anwendung.

## Außer Kraft treten
Die Richtlinie 91/250/EWG ist mit der Erlass der Richtlinie 2009/24/EG außer Kraft gesetzt worden (Artikel 10 der RL 2009/24/EG und Anhang I).